# Dasyhelea assimilis
Dasyhelea assimilis är en tvåvingeart som först beskrevs av Oskar Augustus Johannsen 1931.  Dasyhelea assimilis ingår i släktet Dasyhelea och familjen svidknott.
Artens utbredningsområde är Bali. Inga underarter finns listade i Catalogue of Life.